# 16. julij
16. julij je 197. dan leta (198. v prestopnih letih) v gregorijanskem koledarju. Ostaja še 168 dni.

## Dogodki
- 622 – Mohamed zbeži iz Meke v Medino - začetek muslimanskega koledarja
- 1054 – z izobčenjem konstantinopelskega patriarha pride do shizme, razkola Cerkve na rimokatoliško in pravoslavno cerkev
- 1212 – bitka pri Las Navas de Tolosi
- 1783 – ameriškim lojalistom dodelijo ozemlje v Kanadi
- 1790 – ob reki Potomac je uvedeno zvezno okrožje Columbia, kjer pozneje nastane mesto Washington
- 1880 – Emily Howard Stowe postane prva ženska v Kanadi, ki prejme licenco za opravljanje zdravniškega poklica
- 1904 – organiziran prvi sokolski zlet v Ljubljani
- 1914 – Turki pobijejo ali izstradajo celotno grško prebivalstvo mesta Sinope (danes Sinop v Turčiji)
- 1940 – Adolf Hitler ukaže pripravo invazije na Združeno kraljestvo (operacija Seelöwe)
- 1941 – Tretji rajh priključi Luksemburg k svojemu ozemlju
- 1942:
  - policisti vichyjske Francije zaprejo med 13.000 in 20.000 Judov
  - začetek velike italijanske ofenzive
- 1944 – Rdeča armada osvobodi Vilno
- 1945:
  - v oporišču Alamogordo sprožena prva jedrska eksplozija
  - kralj Leopold III. Belgijski zavrne predlog, da se odpove prestolu
- 1957 – John Glenn s 3 urami in 23 minutami postavi rekord v letu med KAlifornijo in New Yorkom
- 1965 – odprt predor pod Mont Blancom
- 1969 – izstrelitev Apolla 11 proti Luni
- 1979 – Sadam Husein prevzame oblast v Iraku
- 1990 – močan potres na Filipinih ubije 1.600 ljudi
- 1994 – deli kometa Shoemaker-Levy 9 treščijo na Jupiter
- 1999 – v strmoglavljenju zasebnega letala v bližini Martha's Vineyarda umrejo John Fitzgerald Kennedy mlajši, njegova žena Carolyn Bessette Kennedy in njena sestra Lauren Bessette
- 2016 – Turška vojska izvede poizkus državnega udara

## Rojstva
- 1164 – Friderik V., švabski vojvoda, sin nemškega kralja Friderika I. Barbarosse († 1170)
- 1193 – sveta Klara Asiška, italijanska svetnica († 1253)
- 1486 – Andrea del Sarto, italijanski slikar († 1530)
- 1714 – Marc-René de Montalembert, francoski general, vojaški inženir († 1800)
- 1746 – Giuseppe Piazzi, italijanski astronom, menih († 1826)
- 1821 – Mary Baker Eddy, ameriška ustanoviteljica verske ločine Krščanske znanosti († 1910)
- 1824 – Ludwig Heinrich Friedländer, nemški zgodovinar († 1909)
- 1872 – Roald Amundsen, norveški polarni raziskovalec († 1928)
- 1881 – Vekoslav Špindler, slovenski časnikar, kulturni delavec, prevajalec, politik († 1966)
- 1896 – Trygve Lie, norveški politik, diplomat († 1968)
- 1899 – Božidar Jakac, slovenski slikar, grafik († 1989)
- 1907 – Barbara Stanwyck, ameriška igralka († 1990)
- 1911 – Ginger Rogers, ameriška filmska igralka, plesalka, pevka († 1995)
- 1919 – Čoj Kjuha, južnokorejski predsednik († 2006)
- 1921 – Guy Laroche, francoski modni oblikovalec († 1989)
- 1948 – Rubén Blades, panamski pevec salse, filmski igralec
- 1963 – Srečko Katanec, slovenski nogometaš, nogometni trener
- 1964 – Miguel Induráin, španski (baskovski) kolesar
- 1981 – Robert Kranjec, slovenski smučarski skakalec

## Smrti
- 1212 – William de Brus, škotski plemič, 3. baron Annandale
- 1216 – papež Inocenc III. (* 1161)
- 1309 – James Stewart, škotski plemič, 5. High Steward
- 1324 – cesar Go-Uda, 91. japonski cesar (* 1267)
- 1342 – Karel I., ogrski kralj (* 1288)
- 1557 – Ana Klevska, žena Henrika VIII. (* 1515)
- 1732 – Woodes Rogers, angleški vojak, guverner (* 1679)
- 1770 – Francis Cotes, angleški slikar (* 1726)
- 1868 – Dimitri Pisarev, ruski pisatelj in družbeni kritik (* 1840)
- 1896 – Edmond Louis Antoine Huot de Goncourt, francoski pisatelj (* 1822)
- 1916 – Ilja Iljič Mečnikov, ruski mikrobiolog (* 1845)
- 1921 – Josip Križan, slovenski matematik, fizik, filozof (* 1841)
- 1985 – Heinrich Böll, nemški pisatelj, nobelovec 1972 (* 1917)
- 1989 – Herbert von Karajan, avstrijski dirigent (* 1908)
- 1994 – Julian Seymour Schwinger, ameriški fizik, matematik, nobelovec 1965 (* 1918)
- 2003 – Celia Cruz, kubanska pevka salse (* 1924)
- 2003 – Carol Shields, kanadska pisateljica (* 1935)
- 2024 – Anita Ogulin, slovenska humanitarka (* 1952)

## Prazniki in obredi
- Bocvana – dan predsednika, 2. dan
- dan tankistov JLA (armada bivše Jugoslavije)